# 韋爾霍布日
49°51′56″N 25°5′49″E / 49.86556°N 25.09694°E
韋爾霍布日（羅馬化：Verkhobuzh）是烏克蘭西部利維夫州佐洛奇夫區的村莊。該村處於西布格河畔，面積1.21平方公里，海拔高度310米，2001年人口502。